# Нелкіна (Аляска)
Нелкіна (англ. Nelchina) — переписна місцевість (CDP) в США, в окрузі Вальдес-Кордова штату Аляска. Населення — 45 осіб (2020).

## Географія
Нелкіна розташована за координатами 62°0′35″ пн. ш. 146°49′47″ зх. д. / 62.00972° пн. ш. 146.82972° зх. д. (62.009856, -146.829712).  За даними Бюро перепису населення США в 2010 році переписна місцевість мала площу 123,09 км², з яких 121,98 км² — суходіл та 1,10 км² — водойми.

## Демографія
Згідно з переписом 2010 року, у переписній місцевості мешкало 59 осіб у 30 домогосподарствах у складі 20 родин. Густота населення становила 0 осіб/км².  Було 47 помешкань (0/км²).
Расовий склад населення:
| - 86,4 % — білих - 8,5 % — корінних американців - 1,7 % — осіб інших рас |

До двох чи більше рас належало 3,4 %. Частка іспаномовних становила 0,0 % від усіх жителів.
За віковим діапазоном населення розподілялося таким чином: 11,9 % — особи молодші 18 років, 72,8 % — особи у віці 18—64 років, 15,3 % — особи у віці 65 років та старші. Медіана віку мешканця становила 55,3 року. На 100 осіб жіночої статі у переписній місцевості припадало 96,7 чоловіків;  на 100 жінок у віці від 18 років та старших — 100,0 чоловіків також старших 18 років.
Середній дохід на одне домашнє господарство  становив 45 536 доларів США (медіана — 41 964), а середній дохід на одну сім'ю — 45 536 доларів (медіана — 41 964). За межею бідності перебувало 22,4 % осіб, у тому числі 14,6 % дітей у віці до 18 років та 100,0 % осіб у віці 65 років та старших.
Цивільне працевлаштоване населення становило 22 особи. Основні галузі зайнятості: сільське господарство, лісництво, риболовля — 63,6 %, будівництво — 36,4 %.